# Luminor

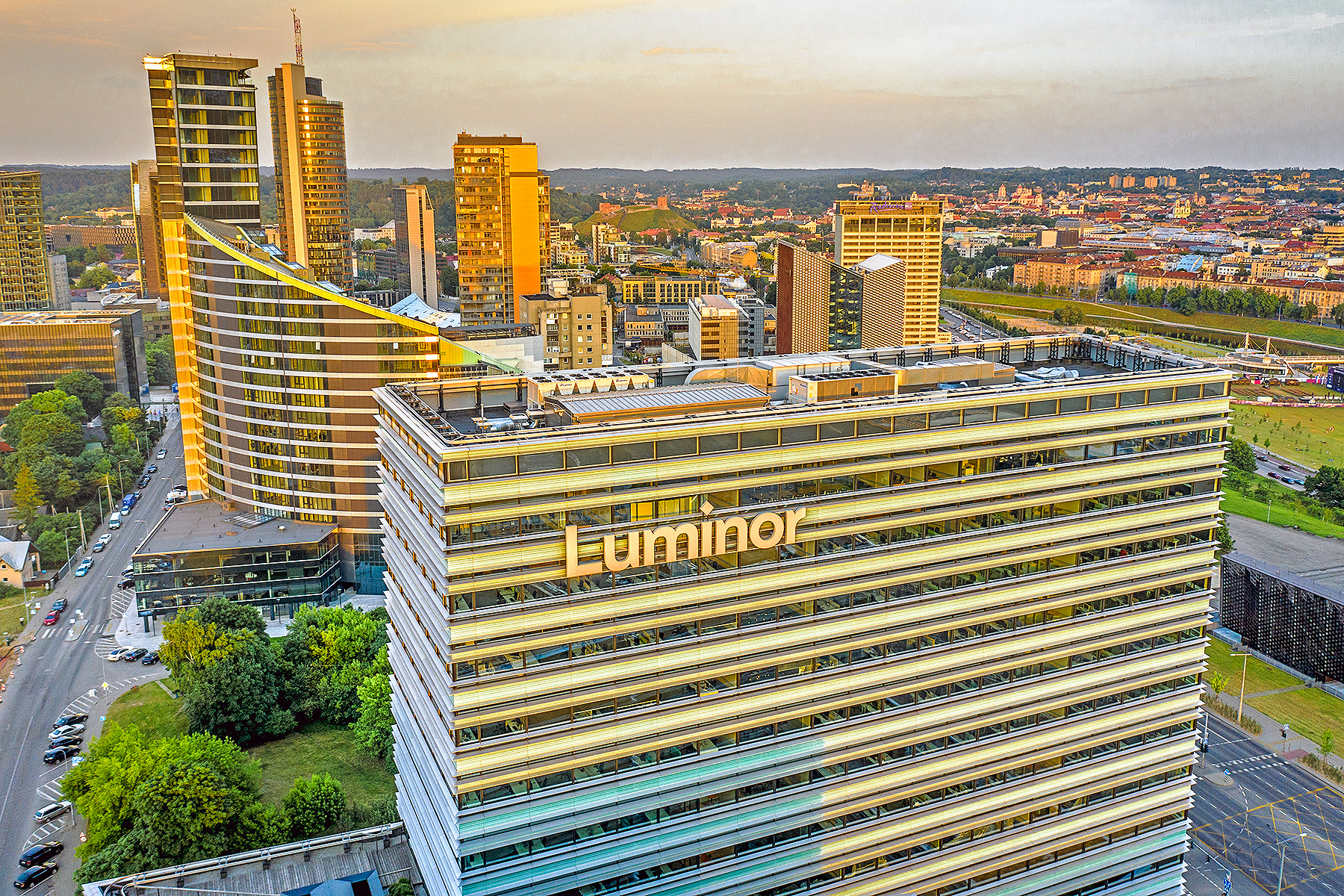

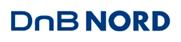
Логотип банка до 11 ноября 2011 г.

Luminor (в 2017 году создан на базе объединённых банков DNB и Nordea) — коммерческий банк, ведущий деятельность в Латвии, Литве и Эстонии. Третий по величине банк в странах Балтии. Занимает 16 % и 22 % рынков, соответственно, вкладов и кредитов. Клиентами банка являются около миллиона человек. Капитализация составляет 1,8 млрд евро. Штат банка первоначально составлял около 3000 сотрудников, однако в феврале 2019 года был сокращён до 800.
Банк Luminor был основан в августе 2017 года на основе объединения отделений банков Nordea и DNB в Прибалтике. Клиентская база Luminor вобрала в себя более 930 000 бывших клиентов DNB и 350 000 бывших клиентов Nordea. Объединение было завершено к 1 января 2019 года.
Изначально Nordea владела 56,5 % акций, а DNB — 43,5 %. В сентябре 2018 года было объявлено, что 60 % акций Luminor будут проданы инвестиционному консорциуму Blackstone Group. Сделка была одобрена Европейской комиссией в январе 2019 года и завершена в сентябре того же года. После этой сделки Nordea и DNB владеют 20 % акций обеих компаний.
Генеральным директором Luminor является Войцех Сасс, председателем наблюдательного совета — Нильс Мелнгайлис.
В мае 2020 года начали появляться сообщения о финансовых проблемах банка, связанных с отсрочкой платежей по кредитам и другими последствиями эпидемии коронавируса.